# Maria Vitale
Pour les articles homonymes, voir Vitale.
Maria Vitale (1924-1984) est une soprano italienne, particulièrement associée au répertoire dramatique.

## Biographie
Maria Vitale étudie le chant avec la soprano Giannina Arangi-Lombardi à Milan. On croit d'abord qu'elle est une soprano colorature mais sur les conseils du compositeur Riccardo Pick-Mangiagalli, elle se dirige vers le répertoire de soprano dramatique. Elle commence sa carrière à la radio italienne (RAI) dans le cadre des concerts « Martini-Rossi », puis est invitée à l'Opéra de Paris en 1950, où elle connait un succès considérable dans les rôles de Norma, Leonora, Amelia, Aida.
De retour en Italie, elle chante à nouveau à la radio lors des commémorations du cinquantième anniversaire de la mort de Verdi en 1951, dans les opéras moins connus de ce dernier tels Oberto, Conte di San Bonifacio, I Lombardi alla prima crociata, I due Foscari et Aroldo. Elle est alors invitée à Palerme, Florence, Turin, Trieste, etc. Elle chante les rôles-titres dans les opéras de Rossini Elisabetta, regina d'Inghilterra et Otello, ainsi que dans La Vestale, de Spontini et Il giuramento de Mercadante. Également à son répertoire les rôles de Senta et Elsa, dans les opéras de Wagner, Der fliegende Holländer et Lohengrin.
Elle devient aussi une interprète prisée de lieder, fait rarissime chez une chanteuse italienne. Elle paraît en concert à Stuttgart, Francfort et Berlin.
Maria Vitale n'atteint jamais la renommée internationale qu'elle espérait et se retire encore en pleine possession de ses moyens dans la petite ville de Munsingen (Berne) en Suisse, avec son mari. Elle enseigne le chant un certain temps aux États-Unis, puis revient en Europe, vivant à Munsingen et Milan.

## Sources
- (de + en) Biographie sur Operissimo.com